# Run Run Shaw
Sir Run Run Shaw (Ningpo, 1907. november 19. – Hongkong, 2014. január 7.) kínai producer, a Shaw Brothers Studio egyik alapítója.

## Korai évek
Run Run Shaw 1907-ben született Ningpóban (Zhejiang, Kína), tanulmányait amerikai iskolákban végezte. A család hat gyermeke közül ő a legfiatalabb, apja Shaw Yuh Hsuen textilkereskedő volt.
Shaw születésének pontos dátumáról nincs egyetlen hivatalos dokumentum sem. Az A&C Black által kiadott 2007-es Ki Kicsoda szerint 1907. október 14-én született. 2007-ben Markus Shaw, Run Run unokatestvére azt állította, Run Run születésnapja november 23., mely a kínai naptárban a 10. hónap 14. napjának felel meg A Chinese Mirror cikke szerint a legmegbízhatóbb kínai források három dátumot jelölnek, október 4-ei, október 14-ei és november 19-ei napokat, de a kínai naptár szerinti október 14-e a Gergely-naptár szerinti november 19-e. Unokatestvérei, Markus Shaw, Darren Shaw és Mark Shaw egy riport szerint nem tudják a pontos dátumot.

## Karrier
Tizenkilenc éves korában a nyári vakáció idején harmadik bátyja, Runme Shaw után utazott Szingapúrba, ahol létrehozták a Shaw-szervezetet. Ettől kezdve egyre mélyebben megismerte a filmipart. Testvérével 1930-ban alapították meg a South Seas filmstúdiót, mely a későbbi Shaw Brothers Studio elődje. 1967-ben Run Run indította el a Television Broadcasts Ltd-t, vagyis a TVB néven ismert hongkongi kereskedelmi televíziót, mely a második ilyen adó volt a tíz évvel korábban induló Rediffusion Television (jelenleg ATV) után, és melyet a világ öt legjobb televíziós producereinek egyikeként multimilliárdos televíziós birodalommá fejlesztett napjainkra.
2000-ben a Shaw Studios Run Run Shaw többségi részesedésével 180 millió dolláros stúdiót hozott létre a hongkongi Tseung Kwan O-ban. 102 ezer négyzetméternyi területen fekszik a stúdió és egyéb létesítményei. Ez az egyik legnagyobb, teljesen légkondicionált, és hang-és rezgés-szigetelt stúdió Ázsiában, teljes körű szolgáltatást nyújtó színes laborral és digitális műhellyel, több mint 20 hang- és vágó helyszínnel, 400 fős szinkronizáló és forgatási helyszínnel, ügyvezetői és produkciós irodákkal, rendezvényszervezési lehetőséggel, és a vizuális effektek és animációs munkálatok helyszíneivel. Ez az épületegyüttes a Shaw Studios központja és az egész kínai filmipar mozgatórugója.
Sir Run Run Shaw ezen kívül is számos üzleti érdekeltséggel rendelkezik világszerte. Egy a sok közül az ő tulajdonában lévő 41 emelet magas Shaw-torony Vancouverben a Cathedral Place-en.

## Támogatások

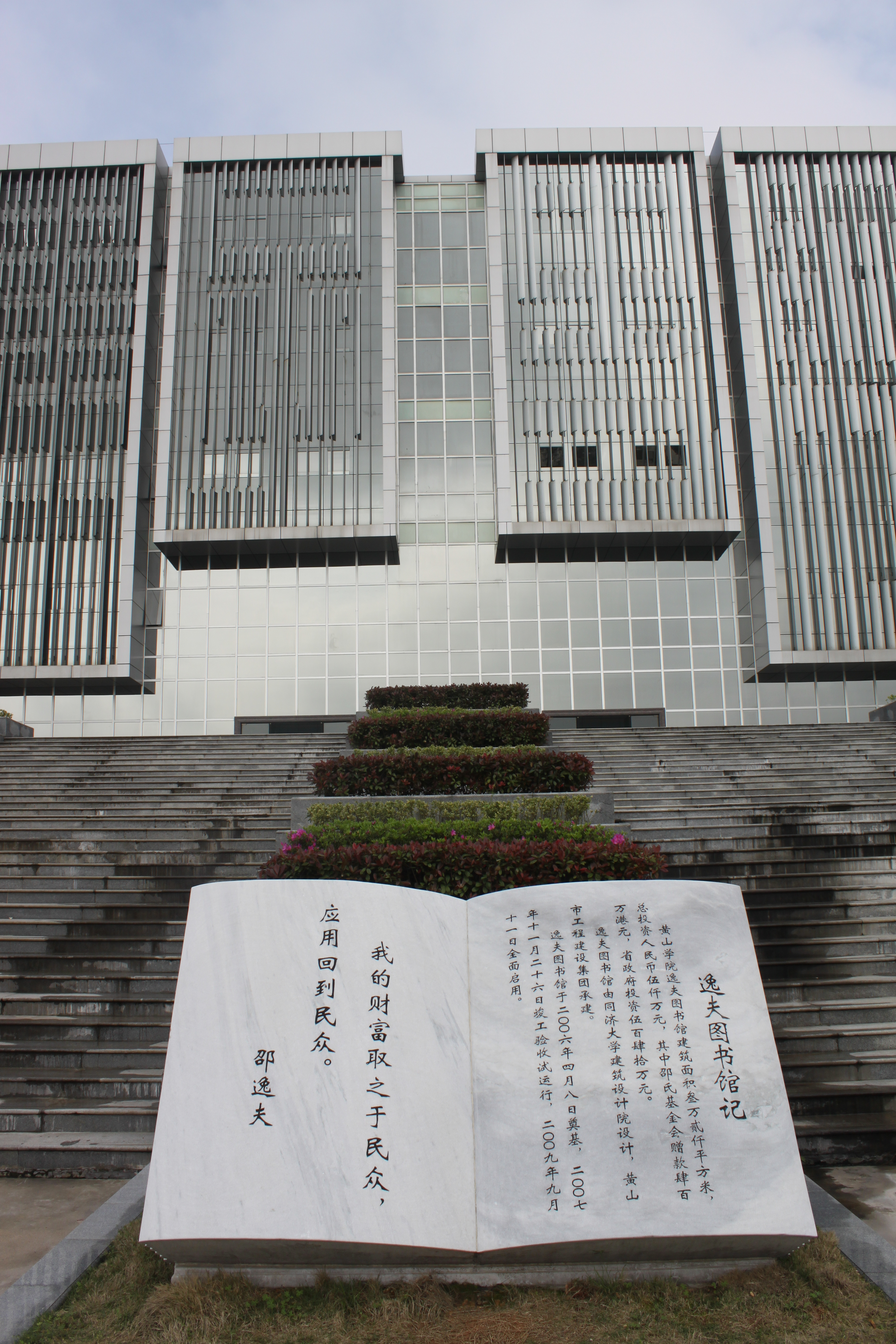
Run Run Shaw-könyvtár a Huangshan egyetemen

Az évek során dollármilliókkal támogatott alapítványokat, iskolákat, kórházakat. A nevét viseli számos hongkongi és kínai épület az adományoknak köszönhetően. A hongkongi Chinese University negyedik főiskolája szintén az ő nevét viseli, mert megépítését Shaw adományai tették lehetővé. Ösztöndíjas programok sokaságát indították kínai és ázsiai diákok számára, hogy amerikai és brit egyetemeken tanulhassanak, beleértve a Harvard, Stanford, Oxford és Cambridge egyetemeket is. Támogatásainak elismeréséül az USA-ban szeptember 8-át Sir Run Run Shaw-nap-nak nevezték ki. A 2008-as szecsuani földrengés után 100 millió hongkongi dolláros támogatást nyújtott a károk enyhítésére.

### A Shaw-díj
Run Run Shaw egy nemzetközi díjat alapított Shaw-díj néven, melyet három kutatási témakör tudósai kaphatnak meg. A témakörök a csillagászattal, matematikával, és az élettel és orvostudománnyal kapcsolatos kutatások. A díj akár egy millió dollár is lehet, első alkalommal 2004-ben adták át. A médiában a Kelet Nobel-díjaként emlegetik.

## Díjak, elismerések

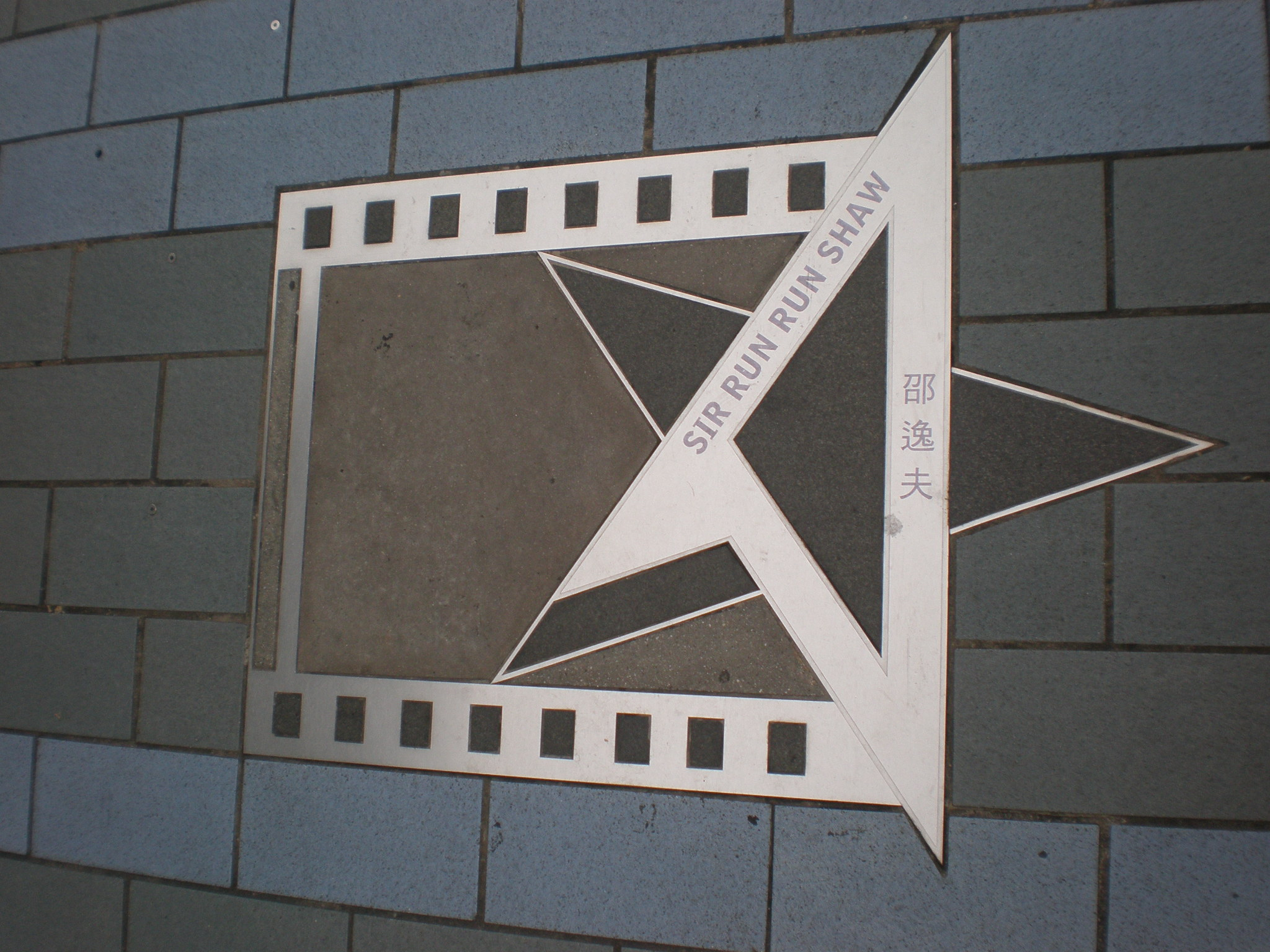
Sir Run Run Shaw csillaga a Csillagok sugárútján Hongkongban

1974-ben megkapta a Brit Birodalom Érdemrendjét, 1977-ben lovagi rangot kapott, 1998-ban pedig a hongkongi kormánytól Grand Bauhinia Medal-t. Csillagot kapott hongkongi Csillagok sugárútján is. Filmes tevékenységéért 2006-ban az Ázsiai–csendes-óceáni filmfesztivál, 2007-ben a Hong Kong Film Awards Életmű díját kapta meg.

## Magánélet
Első felesége, Wong Mei Chun (黃美珍) 1987-ben hunyt el 85 éves korában. A Shaw Studios abban az évben befejezte a filmgyártást. Shaw 1997-ben Las Vegasben nősült újra, Mona Shaw-t vette el (Fong Yat-wa), aki korábban a TVB elnökhelyettese volt 2000 óta.
Idősebb fia, Dr. Shaw Vee Meng a szingapúri Shaw Foundation vezetője, ügyvédként végzett a Gray's Innben (London). A család számos filmipari üzletében részt vett, és több tudományos és jótékonysági rendezvénye vezetője. Shaw lánya, Violet, Hawaiin él, férje Paul Loo, rendező.